# Antoni (Merdani)
Antoni, imię świeckie Artan Merdani (ur. 7 grudnia 1969 w Tiranie) – albański duchowny prawosławny, od 2016 metropolita Elbasanu.

## Życiorys
W kwietniu 1995 roku wraz z kilkoma przyjaciółmi został ochrzczony przez księdza Łukasza Weronisa w Soborze Zwiastowania w Tiranie. Później jego brat i matka także przeszli na prawosławie. Pomagał w tłumaczeniu z angielskiego na albański pracy amerykańskiego duchownego prawosławnego Peterа Gillquistа.
Święcenia prezbiteratu przyjął w 2002 r.
21 listopada 2006 otrzymał chirotonię biskupią.
W 2016 roku brał udział w soborze wszechprawosławnym na Krecie.